# آلتون ال بکر
آلتون ال بکر (انگلیسی: Alton L. Becker; april ۶, ۱۹۳۲ – ۱۸ مارس ۲۰۲۵) زبان‌شناس اهل ایالات متحده آمریکا بود.
وی همچنین برندهٔ جوایزی همچون برنامه فولبرایت شده‌است. بکر از استادان دانشگاه میشیگان بوده‌است.